# Ramushonok
Ramushonok, selo Chowanoc Indijanaca (algonkinsko pleme) koje se 1585. nalazilo između rijeka Meherrin i Nottoway, na području današnjeg okruga Hertford u Sjevernoj Karolini. Ounačaen je na mapama Johna Smitha (1629) pod imenom Ramushonoq, i i DeBryevoj (1859)  kao Ramushouug.